# Carregal do Sal
Carregal do Sal (kɐʁɨ'gaɫ du saɫ) è un comune portoghese di 10 411 abitanti situato nel distretto di Viseu.

## Società

### Evoluzione demografica
| Popolazione di Carregal do Sal (1801 – 2004) | Popolazione di Carregal do Sal (1801 – 2004) | Popolazione di Carregal do Sal (1801 – 2004) | Popolazione di Carregal do Sal (1801 – 2004) | Popolazione di Carregal do Sal (1801 – 2004) | Popolazione di Carregal do Sal (1801 – 2004) | Popolazione di Carregal do Sal (1801 – 2004) | Popolazione di Carregal do Sal (1801 – 2004) | Popolazione di Carregal do Sal (1801 – 2004) |
| -------------------------------------------- | -------------------------------------------- | -------------------------------------------- | -------------------------------------------- | -------------------------------------------- | -------------------------------------------- | -------------------------------------------- | -------------------------------------------- | -------------------------------------------- |
| 1849                                         | 1900                                         | 1930                                         | 1960                                         | 1981                                         | 1991                                         | 2001                                         | 2004                                         |                                              |
| 8650                                         | 14106                                        | 14946                                        | 13468                                        | 11137                                        | 10992                                        | 10411                                        | 10555                                        |                                              |

## Freguesias
- Beijós
- Cabanas de Viriato
- Currelos, Papízios e Sobral
- Oliveira do Conde
- Parada